# Saint-Pierre-de-Jards
Saint-Pierre-de-Jards è un comune francese di 126 abitanti situato nel dipartimento dell'Indre nella regione del Centro-Valle della Loira.

## Società

### Evoluzione demografica
Abitanti censiti